# Real Murcia
Real Murcia Club de Fútbol, SAD, kendt som Real Murcia ([real muɾθja], "Kongelige Murcia"), er en spansk fodboldklub baseret i Murcia, i Murcia-området . Klubben er grundlagt den 8. februar 1908, og spiller for øjeblikket i Segunda División B - Gruppe 4. Hjemmekampene spilles på Estadio Nueva Condomina, som har plads 31.189 tilskuere.
I spansk fodbold har klubben vundet 9 Segunda División titler.
Hjemfarver er hovedsagelig skarlagensfarvet trøjer og hvide shorts.
I 2018 startede klubben, efter økonomiske vanskeligheder, en crowdfunding kampagne for at sælge aktier, hvor folk over hele verden blev minoritetsaktionærer.

## Spillere
Oversigten er opdateret til og med 7. april 2018 
| Nr. | Land    | Position | Spiller                                |
| --- | ------- | -------- | -------------------------------------- |
|     | Spanien | MM       | Ian Mackay                             |
|     | Spanien | MM       | Tanis Marcellán                        |
|     | England | FO       | Charlie I'Anson                        |
|     | Spanien | FO       | Hugo Álvarez                           |
|     | Spanien | FO       | José Ruiz                              |
|     | Spanien | FO       | David Forniés                          |
|     | Spanien | FO       | Nahuel Omiliani (på leje fra Tenerife) |
|     | Spanien | FO       | Diego Parras (på leje fra Las Palmas)  |
|     | Spanien | MI       | Armando Ortíz (Anfører)                |
|     | Spanien | MI       | Sergio Maestre                         |

| Nr. | Land    | Position | Spiller                           |
| --- | ------- | -------- | --------------------------------- |
|     | Spanien | MI       | Juanma Bravo                      |
|     | Spanien | MI       | José Luis Miñano                  |
|     | Spanien | MI       | Josema Raigal                     |
|     | Spanien | MI       | Domi Pujante                      |
|     | Spanien | MI       | Miguel Díaz (på leje fra Osasuna) |
|     | Spanien | AN       | Víctor Curto                      |
|     | Spanien | AN       | Chumbi                            |
|     | Spanien | AN       | Manel Martínez                    |
|     | Spanien | AN       | Santi Bernal                      |